# Cyrtinus beckeri
Cyrtinus beckeri är en skalbaggsart som beskrevs av Henry Fuller Howden 1960. Cyrtinus beckeri ingår i släktet Cyrtinus och familjen långhorningar. Inga underarter finns listade i Catalogue of Life.